# Dana Čechová
Dana Čechová-Hadačová (Hodonín, 3 september 1983, Tsjechoslowakije) is een voormalig Tsjechisch professioneel tafeltennisster. Zij speelt rechtshandig met de shakehandgreep.
Zij nam namens haar land deel aan de Olympische Zomerspelen 2008 en 2012 maar won geen medailles.

## Belangrijkste resultaten
- Brons met het team op de Europese kampioenschappen 2009.
- Brons met het team op de Europese kampioenschappen 2013.